# Thomas Pöschl

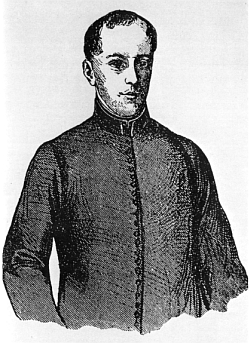
Thomas Pöschl

Thomas Pöschl (* 2. März 1769 in Höritz, Böhmen; † 15. oder 17. November 1837 in Wien) war ein katholischer Geistlicher, Chiliast und Sektierer, dessen christologisch-ekklesiologischer Mystizismus zum Entstehen einer schwärmerischen millenaristischen Bewegung führte, deren Anhänger nach ihm Pöschlianer genannt wurden und die an einen bald bevorstehenden Weltuntergang glaubten.

## Jugend und Ausbildung
Thomas Pöschls Vater war Zimmermann. Die Mutter erzog den Jungen sehr religiös und machte ihn schon früh mit den Denkweisen der religiösen Mystik vertraut. Nach dem Besuch des Linzer Gymnasiums studierte er ab 1782 Theologie in Linz und Wien. Im Jahre 1796 erhielt Pöschl die Priesterweihe und wurde noch im gleichen Jahr Kooperator (Pfarrvikar) in Braunau am Inn. Nachdem er auch an anderen Orten als Hilfsgeistlicher tätig geworden war, erhielt er 1804 zu Braunau am Inn die Ernennung zum Beneficiat-Cooperator und Katechet. Eine Quelle bezeichnet ihn auch als Rektor der örtlichen Schule.

## Hinrichtung Palms

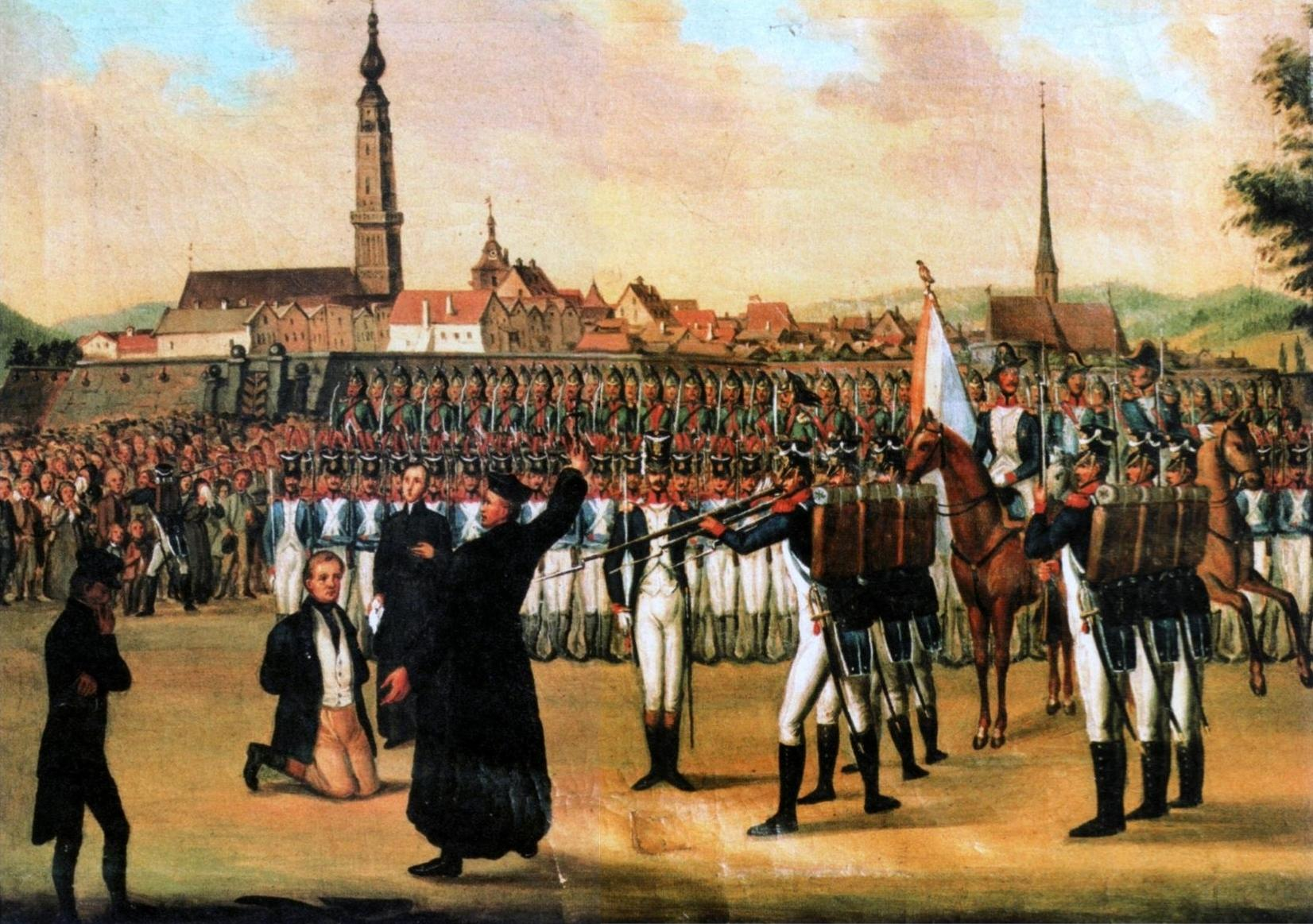
Hinrichtung Johann Philipp Palms mit Darstellung des anwesenden Geistlichen

Ein wichtiger Einschnitt im Leben Thomas Pöschls war die Hinrichtung des evangelischen Buchhändlers Johann Philipp Palm aus Nürnberg. Der hatte eine antinapoleonische Schrift Deutschland in seiner tiefen Erniedrigung in Umlauf gebracht, die zum Widerstand gegen die französische Besatzung aufrief. Da er nicht bereit war, die Textautoren zu verraten, verurteilte ihn ein französisches Kriegsgericht trotz Bittgesuchen zum Tode. Die Hinrichtung sollte am 26. August 1806 in Braunau am Inn stattfinden. Da es weit und breit keinen evangelischen Geistlichen gab, hatte ihn der katholische Pfarrvikar Pöschl zur Hinrichtung zu geleiten. Die Erschießung Palms fand unter makabren Begleitumständen statt und verstörte Pöschl zutiefst. Er kam zur Überzeugung, die Menschheit sei völlig verdorben und das Jüngste Gericht werde demnächst über die Menschen hereinbrechen. Die Menschen sollten daher zur Rettung ihres Seelenheils Buße tun. Beim Aufarbeiten der Geschehnisse formulierte er eine politische „Teufelslehre“ mit Napoleon als lebendigem Teufel und seinen Anhänger als Teufelskinder, die bei dem allgemeinen Unmut gegenüber der fremden Besatzung schnell an Popularität gewann.
Die weitergehende Behauptung, Pöschl sei auf Grund des nicht sofort erfolgten Todes von Palm schwermütig geworden, lässt sich bis heute nicht beweisen und auch nicht für seinen späteren Mystizismus zu Grunde legen.
Neben den heftigen Hassgefühlen gegen Napoleon führten seine leidenschaftlich vorgetragenen Predigten dazu, dass ihn einige als Heiligen und andere als Wahnsinnigen wahrnahmen.

## Beziehung zu Mystikern
Pöschl tauschte seine Gedanken auf dem Gebiet der Mystik mit Martin Boos, Johannes Goßner und Ignaz Lindl sowie Jakob Salat aus. Seine Vorstellungen gingen aber bald über deren Ansichten und Bestrebungen hinaus. Im Kreis um die „schwäbischen Mystiker“ verband ihn eine Freundschaft mit dem Pfarrer Johann Langenmayer. Langenmayer vermittelte ihm 1808 den Kontakt zu Michael Sailer und seinen Werken. Er traf auch mit dem Grazer Domherrn und Erweckungsprediger Engelbert Maurer zusammen, der die Einwohnung Christi in den Herzen der Menschen durch den Glauben und die Reinigung der Christen durch die Buße als eine Erweckung zu neuem Lebensernst sah. Pöschl verwendete diese Ansichten später in seinen Offenbarungen. Als er damit 1814 an die Öffentlichkeit trat, brachen sowohl Langenmayer als auch Boos den Kontakt zu ihm ab.

## Zwangsversetzt nach Ampflwang
Pöschl gebrauchte die antinapoleonische Teufelsthematik vermehrt in seinen Bußpredigten und im Religionsunterricht. Es kam zu Unruhen in der Bevölkerung. Eine persönliche Anfeindung führte zu einer Klage beim Landgericht Braunau. Im April 1812 nahm Pöschl an einer Exorzismusveranstaltung in Langenmayers Haus teil. Gegen die daraufhin von der Kirchenverwaltung ausgesprochene Versetzung protestierte er. Schließlich wurde er im Oktober 1812 zwangsweise (wegen seines „überspannten Wesens“) nach Ampflwang im Hausruckviertel (Dekanat Vöcklabruck) versetzt.
Pöschl konnte auch an seinem neuen Dienstort im Hausruckviertel als Vikar das Vertrauen der Bevölkerung gewinnen sowie eine Anzahl von Anhängern um sich scharen und mit neuen Offenbarungen an sich fesseln. Eine besondere Rolle spielte dabei Magdalena Sickinger, Krämersgattin und Schwester des Ampflwanger Pfarrers Schlichting. Als ihr Beichtvater machte Pöschel sie mit mystischen Schriften bekannt, die ihre späteren „Visionen“ stark beeinflussten. Im Februar 1812 berichtete sie ihm, Offenbarungen erhalten zu haben, in denen sie das Ende der Welt voraussah und in denen die Verschmelzung von Judentum und Christentum und der Beginn des tausendjährigen Reiches eine Rolle spielten (Aufzeichnungen darüber von Pöschl's Hand sind abgedruckt in Mastiaux' Literaturzeitung 1822, Nr. 86, 87).
Nach weiteren Offenbarungen interpretierte Pöschl in Im Januar 1814 die Visionen seines Mediums Magdalena Sickinger als Auftrag, öffentlich aufzutreten. Er kombinierte die Inhalte der Sickingerschen Offenbarung mit den mystischen Ideen von Maurer, Boos und anderen. Er löste damit eine Bußbewegung aus, die zum Einschreiten der österreichischen staatlichen und kirchlichen Behörden führte.  Nachdem er zunächst unter die Aufsicht des Dechanten „Freindaller“ von Vöcklabruck gestellt worden war und dessen Versuche, ihn zur Vernunft zu bringen, fehlschlugen, führte man ihn im März 1814 ins Priesterhaus nach Salzburg ab.

## Radikalisierung der Anhänger
Pöschl schrieb aus seinem Salzburger Exil seinen „Pöschlianern“ in Ampflwang häufig, jedoch entfernten sich diese durch radikale Fanatiker immer weiter von seinen Vorstellungen. Die ursprüngliche Schwärmerei nahm bald einen immer wilderen Charakter an und entlud sich schließlich um die Karwoche 1817, am 20. oder 31. März in Exzessen und Gewalttaten in einem Ampflwanger Bauernhaus. Mehrere Personen, die man bezichtigte, vom Teufel besessen zu sein, wurden erschlagen, um sie von ihrem vermeintlichen Irrtum zu befreien. Auch boten sich Anhänger zur Selbstopferung an, da sie von der Wiederauferstehung nach drei Tagen überzeugt waren. Das österreichische Militär verhaftete noch in der Nacht 86 Personen und brachte sie vor Gericht, das aber die Rädelsführer von der Anklage des Totschlags wegen Unzurechnungsfähigkeit freisprach.
Als Pfarrer Pöschl von den Gräueltaten seiner Anhänger hörte, distanzierte er sich davon und sprach seinen Abscheu aus. Der Aufforderung, seinen und den von den Sickingerschen Offenbarungen abgeleiteten Lehren als Irrtum abzuschwören, kam er aber nicht nach. Deshalb für geisteskrank erklärt, verbrachte er seine letzten zwanzig Lebensjahre im Priesterkrankenhaus in Wien, wo er 1837 verstarb.

## Nachwirkung
Schwärmerische und sektiererische Bewegungen aus jener Zeit in der Gegend von Würzburg wurden mit den Pöschlianern in Verbindung gebracht, was aber andere Quellen als ungerechtfertigt bezeichnen. Pöschl hatte noch eine Generation später Anhänger, nicht nur in Böhmen, sondern auch in Baden, Franken und Hessen (Frankfurt), während im Jahr 1831 etwa fünfzig nach Louisiana auswanderten, wo sie erfolglose versuchten, eine Kommune zu gründen. Sie nannten sich zwar „Pöschlianer“, hatten aber keine direkte Beziehung zu dem Gründer der Bewegung.
Sogar heute noch beeindruckt das damalige Geschehen die Menschen, so auch den österreichischen Filmemacher Cajetan Jacob, der die Ereignisse um Thomas Pöschl und Magdalena Sickinger in seinem Kinospielfilm „Das falsche Herz“ (2012) in eine fiktionale lesbische Liebesgeschichte einarbeitete. Nach ergänzenden Informationen zum Film ist die Verbindung Ampflwanger = Pöschlianer im Hausruckviertel immer noch aktuell.

## Spielfilm
- Das Falsche Herz (2012). Von Cajetan Jacob, mit Hannes Liebmann als Thomas Pöschl[9]